# خرم‌آباد (ساری)
خرم‌آباد روستایی از توابع بخش مرکزی شهرستان ساری در استان مازندران ایران است.

## جمعیت
این روستا در دهستان مذکوره قرار داشته و بر اساس آخرین سرشماری مرکز آمار ایران که در سال ۱۳۸۵ صورت گرفته، جمعیت آن ۵۵۸ نفر (۱۴۸ خانوار) بوده‌است.